# Tayloria cochabambae
Tayloria cochabambae là một loài rêu trong họ Splachnaceae. Loài này được Müll. Hal. mô tả khoa học đầu tiên năm 1897.